# FIV
Felinní imunodeficientní virus (FIV) je retrovirus, způsobující získanou ztrátu imunity u koček.
Původcem onemocnění je RNA virus z čeledi Retroviridae (Lentivirus). Poprvé byl izolován v roce 1986 v Kalifornii. Virion je sférického až elipsovitého tvaru o velikosti 105-125 nm. Je příbuzný k viru HIV, viru maedi-visna, viru infekční anémie koní či viru artritidy a encefalopatie koz. Virus je specifický pro kočky, některé lentiviry jsou přenosné i z kočkovitých šelem. Virus FIV má vysokou afinitu k lymfocytům, peritoneálním makrofágům, astrocytům a makrofágům CNS.